# Robot Monster
Robot Monster è un film di fantascienza stereoscopico del 1953 diretto da Phil Tucker. È un B-movie, annoverato tra i peggiori film di fantascienza mai girati nella storia del cinema. Malgrado ciò, la colonna sonora è firmata da Elmer Bernstein. Il lungometraggio segna inoltre l'esordio come protagonista dell'attore George Nader.

## Trama
L'intera umanità è stata decimata dal mostruoso robot Ro-Man e dal suo raggio mortale, inviato dai suoi padroni, gli abitanti della Luna, i quali temono che il genere umano possa rappresentare una minaccia.
Ro-Man non riesce a completare la sua missione poiché una famiglia di sei persone sopravvive al suo raggio mortale grazie a un portentoso siero. Quando il robot, attratto dalla figlia maggiore Alice, rifiuta di ucciderla, scatena le ire dei suoi emissari che lo distruggono e completano comunque la distruzione del genere umano.

## Produzione
Diretto dal venticinquenne regista Phil Tucker, Robot Monster fu realizzato in grande economia, con un budget di 16.000 dollari in soli quattro giorni. La trama è molto simile a quella della pellicola Gli invasori spaziali uscita solo qualche mese prima.

## Accoglienza
Malgrado fosse stato prodotto a bassisimo costo, il film guadagna al botteghino un milione di dollari d'incasso.

### Critica
Nel 1978 il film è stato inserito nella lista dei 50 peggiori film di sempre nel libro The Fifty Worst Films of All Time.
Nel 1980 il film è stato inserito nella lista dei peggiori film di sempre nel libro Golden Turkey Awards nella categoria "Film di mostri più ridicolo".

## Influenza culturale
Il film è stato mostrato in un episodio di Mystery Science Theater 3000.
Un breve spezzone del film appare nel video You Might Think dei The Cars del 1984.
Il film ha direttamente inspirato la creazione dell'articolo fantascientifico scp 2006.